# Musan-ŭp
Musan-ŭp är en ort i Nordkorea.   Den ligger i provinsen Hambuk, i den nordöstra delen av landet, 500 km nordost om huvudstaden Pyongyang. Musan-ŭp ligger 478 meter över havet och antalet invånare är 21 739.
Terrängen runt Musan-ŭp är huvudsakligen kuperad. Musan-ŭp ligger nere i en dal. Runt Musan-ŭp är det ganska tätbefolkat, med 80 invånare per kvadratkilometer. Det finns inga andra samhällen i närheten. I omgivningarna runt Musan-ŭp växer i huvudsak blandskog.